# Chesiadodes simularia
Chesiadodes simularia är en fjärilsart som beskrevs av Barnes och Mcdunnough 1918. Chesiadodes simularia ingår i släktet Chesiadodes och familjen mätare. Inga underarter finns listade i Catalogue of Life.